# Netopýr vousatý

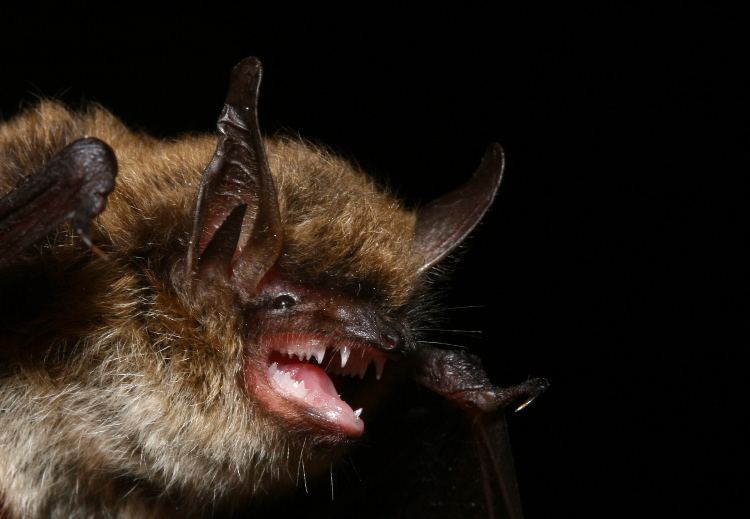
Myotis mystacinus

Netopýr vousatý (Myotis mystacinus) je druh netopýra z čeledi netopýrovití. Podobá se netopýru menšímu (Myotis alcathoe), jejich odlišení je velmi obtížné.

## Popis
Netopýr vousatý je jedním z nejmenších netopýrů. Jeho tělo měří 35–48 mm, předloktí je dlouhé 31–37 mm a ocas 30–43 mm. Výška ušního boltce dosahuje 12–19 mm. Hmotnost těla se pohybuje od 4,5 do 6,5 g. Srst na hřbetě je hnědá až černohnědá se zlatavým nádechem, na břiše je šedá. Uši a létací blány má černohnědé. Rozpětí měří 19–22 cm.

## Způsob života
Pro své úkryty využívá skalní pukliny nebo lidská stavení. Zimu tráví v chladných oblastech. Živí se lovem hmyzu, nejčastěji v pásmu 1,5–6 m nad zemí. Loví také nad vodními plochami.

## Výskyt
Vyskytuje se téměř v celé Evropě s výjimkou oblastí ve Středomoří, Skandinávii a Británii. Jedná se o méně běžný druh netopýra.

## Echolokace
Netopýr vousatý využívá pro echolokaci frekvenci 32–115 kHz. Při vyhledávací fázi 32–75 kHz s nejvyšší intenzitou při hodnotě 40–50 kHz. V přibližovací fázi využívá rozsah 35–115 kHz.